# サーエゲ (ロケット弾)
サーエゲ（ペルシア語: صاعقه）は、イランの対人ロケット弾。
イランによって開発されたRPG-7の発展型であり、かつては直径80mmのタンデム式のHEAT弾であると考えられていた。その後、イランのRPG-7には複数の発展型が存在することが判明し、概ねパフラヴィー朝であった1970年代に西ドイツの企業が開発したNader、独自に開発したとみられるNafez、以前はサーエゲとして考えられていた弾頭をタンデム化した名称不明のもの、そして新たにサーエゲとして認識されたものの4種類が知られることとなった。
サーエゲは、対戦車用の他の種類と異なり直径40mm、全長590mm（弾頭部310mm）の破片効果弾頭であり、対人目的に用いられる。炸裂と共にあらかじめ寸断されていた弾頭外殻が破片となって四散、殺傷効果をもたらすものである。RPG-7と同じく専用の発射機を使用するタイプの他にAK系列の小銃にアドオン方式と装着できるタイプなどが確認されている。

## 要目
出典
- 直径：40mm
- 全長：全長590mm（弾頭部310mm）
- 重量：1.4kg（弾頭部1.1kg）
- 速度：150m/秒
- 射程：1,800m